# Randy California
Randy California, rodným jménem Randy Craig Wolfe (20. února 1951, Los Angeles – 2. ledna 1997, Molokai, Havaj) byl americký zpěvák a kytarista, člen skupiny Spirit.

## Život
Narodil se roku 1951 do hudební rodiny v Los Angeles. Zde se také začal věnovat hudbě. Ve svých patnácti letech odjel se svou matkou a nevlastním otcem Edem Cassidym do New Yorku. Zde se setkal s kytaristou Jimim Hendrixem, se kterým začal hrát v kapele The Blue Flames. Právě z této doby pochází jeho pseudonym Randy California. Důvodem bylo, že ve skupině působil i druhý Randy, který se jmenoval Randy Palmer a pocházel z Texasu. Pro odlišení jej tedy Hendrix přejmenoval na Randy California, zatímco druhého na Randy Texas.
Později odjel zpět do Los Angeles, kde společně se svým nevlastním otcem Edem Cassidym (bicí), Jayem Fergusonem (zpěv, perkuse), Johnem Lockem (klávesy) a Markem Andesem (baskytara) založil skupinu Spirit. Se skupinou s přestávkami vystupoval až do své smrti, ale vydal také několik sólových alb. V lednu 1997 si šel se svým synem zaplavat do Tichého oceánu, ale zastihla je přílivová vlna. On zachránil svého dvanáctiletého syna postrčením na vlnu, která jej donesla ke břehu, sám však zahynul.

## Sólová diskografie
- Kapt. Kopter and the (Fabulous) Twirly Birds (1972)
- Euro-American (1982)
- Restless (1985)
- Shattered Dreams (1986)
- The Euro-American Years, 1979–1983, 4-CD set (2007)